# Prärie-Strumpfbandnatter
Die Prärie-Strumpfbandnatter (Thamnophis radix), auch Tiefland-Strumpfbandnatter, ist eine von rund 30 derzeit anerkannten Arten der Gattung Strumpfbandnattern. Sie ist auch unter dem Namen Tiefland-Strumpfbandnatter bekannt.

## Merkmale
Die Prärie-Strumpfbandnatter ist überwiegend dunkelbraun bis fast schwarz. Charakteristisch sind ihr gelblicher bis orangefarbener Rückstreifen und cremefarbene oder graue Seitenstreifen. Der helle Bauch kann eine grau-grünliche Farbe aufweisen.
Sie erreicht eine Körperlänge von 60 bis maximal 100 cm (Weibchen werden größer als Männchen). 
Ihre Nahrung besteht in freier Wildbahn hauptsächlich aus Fröschen, Würmern und Nacktschnecken, im Terrarium aus nestjungen Nagern sowie Fischen (Stint).
Sie ist lebendgebärend mit fünf bis 30, selten 50 Nachwuchstieren.
Neben der Urform sind von Thamnophis radix verschiedene Farbformen (Farbvarianten) bekannt und in Züchterkreisen begehrt.
Umstritten ist die Unterscheidung zwischen Thamnophis radix radix und einer mutmaßlichen zweiten Unterart Thamnophis radix haydeni (beschrieben von Kennicott 1860).

## Verbreitung
Die Prärie-Strumpfbandnatter hat ein großes Verbreitungsgebiet in Nordamerika: im Norden bis Kanada, östlich bis Ohio, südlich bis Missouri und New Mexico.
Wie der Name nahelegt, ist die Prärie-Strumpfbandnannter häufig in Graslandschaften anzutreffen, ebenso auf Brachland, Ackerflächen und Feuchtwiesen.